# Lungenklinik Heckeshorn
Die Lungenklinik Heckeshorn ist eine Lungenklinik in Berlin, benannt nach dem Heckeshorn am Großen Wannsee, ursprünglich gelegen im Ortsteil Wannsee des Bezirks Steglitz-Zehlendorf. Sie ist heute ein Zentrum für Pneumologie und Thoraxchirurgie. Die Klinik wurde 1947 als Tuberkulose-Krankenhaus am Wannsee, nahe der Colonie Alsen, gegründet und ist seit 2004 Teil des Helios Klinikums Emil von Behring im Ortsteil Zehlendorf, in dem sie sich seit 2007 vollständig befindet. Die Klinik ist mit 210 Betten (davon 40 im Bereich Thoraxchirurgie und 20 Betten in der Pädiatrie) und ca. 16.000 stationären und ambulanten Behandlungen pro Jahr das größte Zentrum für Pneumologie und Thoraxchirurgie in der Region Berlin-Brandenburg.
Im April 2012 nahm die Klinik ihr 65-jähriges Bestehen zum Anlass, ihre historische Bibliothek wiederzueröffnen und in einer Festveranstaltung den ehemaligen Ärztlichen Direktor und langjährigen Generalsekretär des Deutschen Zentralkomitees zur Bekämpfung der Tuberkulose e. V. (DZK), Robert Loddenkemper, zu ehren. Eine im Internet zugängliche Festschrift versammelt auf über 200 Seiten eine Bibliografie aller Publikationen, die in den vergangenen 65 Jahren an der Klinik entstanden sind.

## Geschichte

Verwaltungsgebäude der Lungenklinik Heckeshorn in Berlin-Wannsee, 1950er Jahre

Liegehalle der Lungenklinik Heckeshorn, 1950er Jahre

Die nach dem Zweiten Weltkrieg grassierende Tuberkulose-Epidemie, von der in Berlin allein 65.000 Menschen betroffen waren, war der Anlass zur Gründung des Tuberkulose-Krankenhauses Heckeshorn am 1. April 1947. Ihren Standort fand die Klinik auf dem von der amerikanischen Besatzungsmacht freigegebenen Gelände der ehemaligen Reichsluftschutzschule, bestehend aus mehreren Klinkerbauten und Holzbaracken, die zu Liegehallen umfunktioniert und später durch Flachbauten ersetzt wurden. Die Klinik bestand aus vier klinischen Abteilungen (Diagnostik, Innere Medizin, Chirurgie, Pädiatrie) sowie einem Zentrallabor für Mikrobiologie, einem klinisch-chemischen Labor und den Instituten für Röntgenologie und Pathologie.
Auf dem Gelände am Heckeshorn steht bis heute ein in den 1940er Jahren errichteter Hochbunker mit einer eigenen Sendemastanlage, die während der Berlin-Blockade 1948/1949 drahtlose Fernsprechverbindungen nach Westdeutschland ermöglichte. Im Bunker war anfangs die Pathologie untergebracht, später diente er als Lagerraum und als ABC-geschütztes Notfallkrankenhaus.
Der Erste Ärztliche Leiter in Heckeshorn war Karl Auersbach (1946–1963), gefolgt von Karl Ludwig Radenbach (1964–1983), Robert Loddenkemper (1983–2005) und Dirk Kaiser (seit 2006).

## Schwerpunkte
Heckeshorn gehörte neben den Kliniken Havelhöhe und Hohengatow zu den wichtigsten Tuberkulose-Krankenhäusern in West-Berlin und hatte gute Kontakte zur amerikanischen Besatzungsmacht. Das ermöglichte dem Krankenhaus als erster Klinik in Berlin den Zugang zu dem erstmals in den USA angewandten Antibiotikum Streptomycin, dem damals wirksamsten Medikament gegen Tuberkulose.
Bis heute ist die Tuberkulose-Bekämpfung zwar ein Schwerpunkt der Lungenklinik Heckeshorn, jedoch hat sich Heckeshorn seit Anfang der 1960er Jahre zu einer Lungenfachklinik für alle pneumologischen Erkrankungen herausgebildet. Als erste Klinik Deutschlands führte Heckeshorn 1964 unter der Leitung Karl Ludwig Radenbachs das aus angloamerikanischen Ländern stammende Department-System ein, das den engen interdisziplinären Austausch aller unter selbstständiger Leitung stehenden Abteilungen der Klinik zum Ziel hatte und damals ein Novum in der ansonsten streng hierarchisch geprägten Krankenhausstruktur darstellte. Kern dieses Konzepts waren regelmäßige Patientenvorstellungen und fachliche Diskussionen aller Abteilungen in gemeinsamen klinischen Konferenzen, um Diagnostik und Therapie zu koordinieren und zu verbessern.
Die Lungenklinik Heckeshorn kann einige Pionierleistungen vorweisen: die endobronchiale Radiotherapie mit Kobalt, erstmals durchgeführt von Hans-Jürgen Brandt, später die endobronchiale Laser- in Kombination mit der Brachytherapie, die perthorakale Implantation von Radio-Gold-Seeds von Günter Freise, die Einführung der Thoraxzytologie, die Entwicklung der diagnostischen Thorakoskopie (Hans-Jürgen Brandt, Jutta Mai, Robert Loddenkemper), die in Deutschland erste nächtliche Heimbeatmung bei chronischer respiratorischer Insuffizienz 1983, die Initiierung von multizentrischen Studien und der Aufbau der Wissenschaftlichen Arbeitsgemeinschaft für die Therapie von Lungenkrankheiten e. V. (WATL, 1964).
Von 1996 bis 2009 war in der Lungenklinik Heckeshorn auch das Deutsche Zentralkomitee zur Bekämpfung der Tuberkulose (DZK) angesiedelt, das sich heute in direkter räumlicher Nachbarschaft des Hauptstadtbüros der Deutschen Gesellschaft für Pneumologie befindet.
Nach mehreren Trägerwechseln gehört Heckeshorn seit 2004 zur Helios Kliniken GmbH. 2007 fand die Klinik – begleitet von starken Protesten gegen eine befürchtete Schließung, in deren Verlauf sich der Verein Freunde der Lungenklinik Heckeshorn gründete – ihren neuen Standort auf dem Gelände des Helios Klinikums Emil von Behring, führt aber ihren Namen Lungenklinik Heckeshorn weiter.

## Struktur

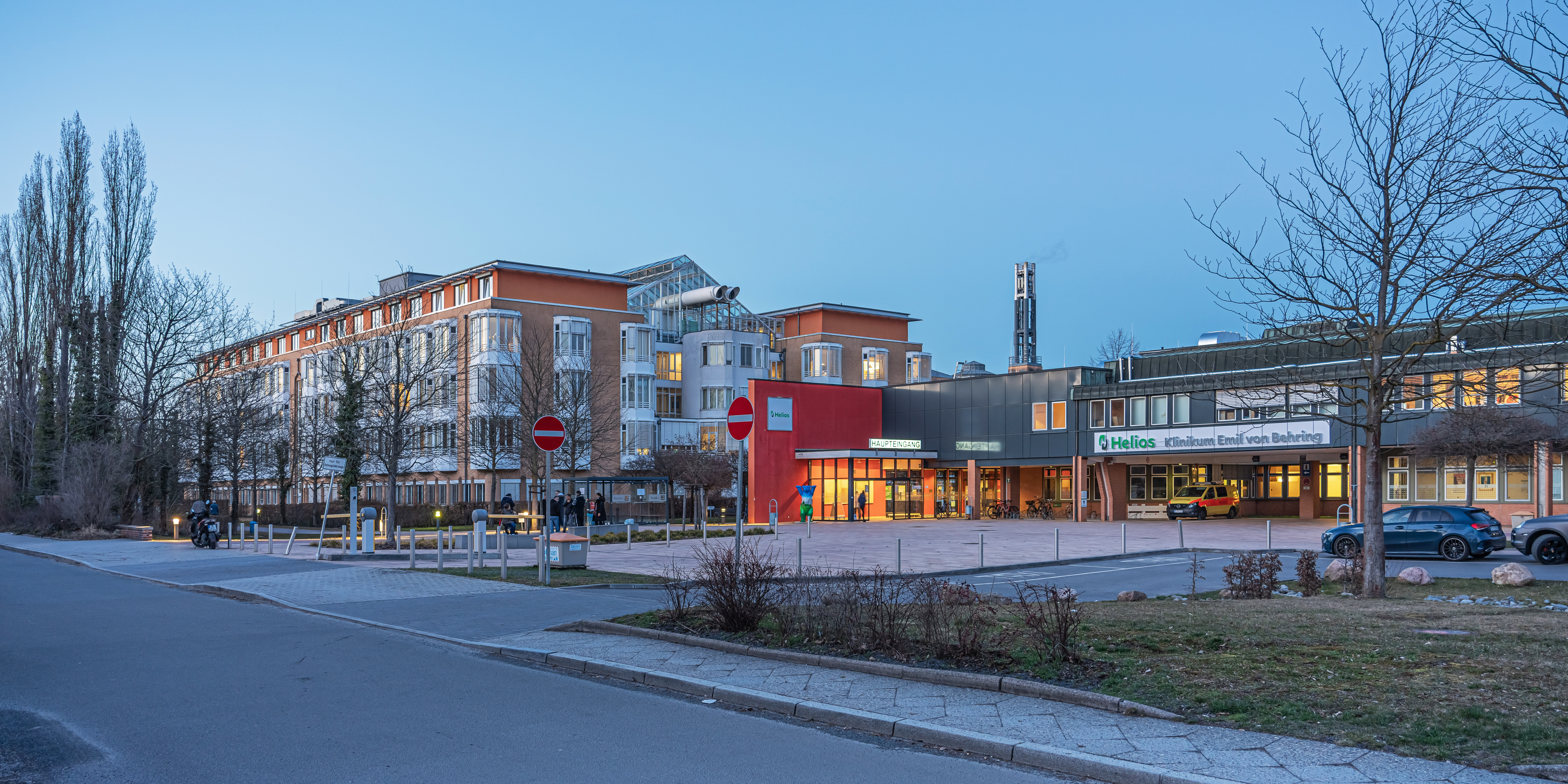
Haupteingang des Helios Klinikums Emil von Behring, der heutige Standort der Lungenklinik Heckeshorn

### Klinik für Pneumologie
Die Klinik für Pneumologie wird seit  2006 von Torsten Bauer geleitet. Zu ihr gehören das Zentrum für Schlaf- und Beatmungsmedizin (Weaning), eine Palliativstation, eine Anlaufstelle für stationäre und ambulante Versorgung von Patienten mit Tuberkulose und nicht-tuberkulösen Mykobakteriosen, eine zentrale Anlaufstelle für ambulante Patienten sowie die bezirkliche Beratungsstelle für Patienten mit Tumoren der Atmungsorgane (Geschwulstberatung). Weitere Spezialgebiete sind die Infektiologie (mit eigenem Immunlabor) mit einem Schwerpunkt bei den Pneumonien und den Exazerbationen der COPD, die Allergologie, die Diagnostik und Therapie von Pleuraergüssen und Lungenfibrosen sowie seltenere Lungenerkrankungen wie die Sarkoidose oder die Langerhans-Zell-Histiozytose. Die Klinik verfügt außerdem über eine interventionelle Endoskopie sowie ein modern ausgestattetes Lungenfunktionslabor. Nach Eröffnung der Strahlenklinik steht heute das komplette Therapiespektrum für den Lungenkrebs und andere intrathorakale Tumoren zur Verfügung.
Regelmäßig finden im Frühjahr die Pneumologischen Praxistage in der Lungenklinik Heckeshorn statt, organisiert vom Bundesverband der Pneumologen (BdP), der Bundesarbeitsgemeinschaft Pädiatrische Pneumologie e. V. (BAPP) und dem Verband des Pneumologischen Assistenzpersonals (VPAD).

### Klinik für Thoraxchirurgie
Die Klinik für Thoraxchirurgie stand von 1985 bis 2013 unter der Leitung von Dirk Kaiser, dem am 1. Mai 2013 Joachim Pfannschmidt nachfolgte, der zuvor an der Thoraxklinik des Universitätsklinikums Heidelberg tätig war. Die meisten Lungenkrebs-Operationen im Raum Berlin/Brandenburg werden in der Lungenklinik Heckeshorn vorgenommen. Die Letalitätsrate bei den OPs liegt bei 1,4 Prozent und weist damit im internationalen Vergleich eine der niedrigsten Todesraten auf. Weitere Spezialgebiete sind die Metastasenchirurgie mit dem Laser, die Behandlung des Pneumothorax und des Pleuraempyems.

### Klinik für Kinder- und Jugendmedizin
Heckeshorn ist eine der wenigen Lungenkliniken Deutschlands mit einer eigenen Kinderabteilung: Die Klinik für Kinder- und Jugendmedizin – Pädiatrische Pneumologie und Allergologie unter der Leitung von Michael Barker – verfügt über eine spezielle Mukoviszidose-Sprechstunde und eine Kinder-Rettungsstelle.
Den drei Klinikbereichen angegliedert sind das Institut für Diagnostische und Interventionelle Radiologie, das Institut für Mikrobiologie, Immunologie und Laboratoriumsmedizin sowie das Institut für Pathologie und das Institut für Nuklearmedizin und molekulare Bildgebung (PET-Zentrum Berlin-Süd).
Seit April 2009 ist die Lungenklinik Heckeshorn ein zertifiziertes Lungenkrebszentrum, ein zertifiziertes Thoraxchirurgisches Zentrum und ein Klinisches Zentrum für Infektiologie.

## Ausgewählte Kooperationen
- Tumor-Zentrum Berlin e. V.
- WATL – Wissenschaftliche Arbeitsgemeinschaft für die Therapie von Lungenkrankheiten e. V.
- Max-Planck-Institut für Infektionsbiologie
- Charité: Medizinische Klinik m.S. Infektiologie und Pneumologie (Direktor: Norbert Suttorp)
- Immanuel Krankenhaus Berlin-Wannsee

## Sonstiges
Das frühere Areal der Klinik an der Straße Zum Heckeshorn 33 wird vom landeseigenen Liegenschaftsfonds Berlin verwaltet, der an einer weiteren medizinischen Nutzung des zum Verkauf stehenden Geländes interessiert ist. Die ehemaligen Klinikgebäude werden für zahlreiche TV-Produktionen genutzt und die dafür benötigte medizinische Ausstattung von der Firma Flatliners bereitgestellt, die neben dem DRK und dem Blutspendedienst Ost Hauptmieter der Gebäude ist. Hier entstanden die Serien Für alle Fälle Stefanie und Klinik am Alex. 2010 wurde in Heckeshorn die dritte Staffel der RTL-Serie Doctor’s Diary gedreht. Im Januar 2010 diente Heckeshorn als Drehort für den Kinofilm Unknown Identity. In den Jahren 2018 und 2019 diente die Liegenschaft der Produktion der Staffeln 1 und 2 für die RTL-Serie Nachtschwestern.
Die Stadt Berlin versucht, das Grundstück der Lungenklinik über den Liegenschaftsfonds Berlin zu verkaufen. Seit 2015 wurden in einigen Gebäuden der Klinik geflüchtete Menschen untergebracht.